# Турчанинов, Алексей Александрович (агроном)
Алексей Александрович Турчанинов  (26 июля 1876—30 июля 1919) — агроном, комиссар Временного правительства России по делам Урянхайского края. 

## Биография
Родился в семье отставного надворного советника в Санкт-Петербурге. Из дворянской семьи. Окончил 5 классов Выборгского реального училища. После этого в 1906—1908 годах студент-вольнослушатель в Берлинской королевской Прусской сельскохозяйственной высшей школе. С 1 марта 1914 года старший специалист по сельскохозяйственной части, откомандирован в Урянхайский край. Занял должность районного агронома Урянхайского края, был там же заведующим переселенческим управлением. Составлял детальнешие отчёты о состоянии хозяйства в Урянхайском крае, которые не потеряли значения по сей день. Отчет за 1915 год обнаружен в архиве и опубликован в 2009 году. В 1917 году назначен комиссаром Временного правительства по делам Урянхайского края.
Осенью 1917 года Турчанинов обратился к идее становления автономии буддийской сангхи Урянхая. Она была привлекательна тем, что вопреки 3-х летнему протекторату России над Урянхаем, его буддистские институты всё ещё продолжали находиться в подчинении монгольскому Богдо-гэгэну. Задача этого нововведения была в консолидации тувинцев вокруг хамбо-ламы Лобсана Чамзы, известного своей лояльностью по отношению к России. Однако в 1917 году такое назначение не состоялось.
4 марта 1918 Турчанинов телеграфировал «Усинская рота полурота перешла в „большевизм“, сама себя распустила, оружие цейхгауза раздала красногвардейцам…. Прошу немедленной помощи»:218.
Большевик А. Н. Филиппов вспоминал, что как только в Белоцарске казаки арестовали председателя Усинского совдепа С. К. Беспалова, он взял в заложники комиссара Турчанинова, врача Высоцкого и купца Кузнецова, начальника Усинской колесной дороги Богданова с условием, что, если Беспалов будет расстрелян, они будут расстреляны днём на площади. Посадил их на тюремный паек, запретил свидания:141. Позднее стало известно, что Турчанинов был закован в кандалы:146. В Белоцарск была отправлена жена врача Высоцкого. С ней Филиппов отправил ультиматум, что за одного большевика он расстреляет 100 членов казачьих семей. Беспалова отпустили. Филиппов выпустил своих заложников, включая Турчанинова:142.
После гибели в Уюке большевиков С. К. Беспалова и Н. Г. Крюкова в конце апреля 1918 года А. А. Турчинов был вновь арестован. Его вместе с ещё 30 заложниками «посадили в каталажку две на две сажени»:143, а потом сплавили на плотах до Минусинска. После белого переворота Турчанинов был освобождён и вновь стал комиссаром по делам Урянхайского края:219.
Комментаторы книги «Гражданская война в Енисейской губернии. Воспоминания, мемуары», указывают, что А. А. Турчанинов занимал должность комиссара по делам Урянхайского края до 11 июля 1918:474
Но весной 1919 года он обратился к Верховному правителю России адмиралу А. В. Колчаку с просьбой принять в Омске тувинскую делегацию, состоявшую из камбо лам Лобсана-Чамзы и Тактана и нойонов Буяна-Бадыргы и Чымбы.
9 июля 1919 года под натиском красных Турчанинов подписал указ об эвакуации администрации из Белоцарска в Минусинск. 15 июля 1919 последовал последовал указ Колчака со снятии Турчанинова с должности. Турчанинов отступал в сопровождении небольшого казачьего отряда через Тоджу по направлению к Иркутску. Казаки потребовали у комиссара немедленно выплатить жалование. 30 июля 1919 года ночью Турчанинов был убит своими охранниками в верховьях реки Подпорожной или Улуг-Оо (левый приток Енисея). Они сочли, что в кожаном чемодане, который был у Турчанинова, хранятся деньги. В чемодане оказались только дневники, фотографии, рисунки, письма и заметки, денег там было совсем немного.

## Научные труды
- Турчанинов А. А. Урянхайский край в 1915 году. // Тувинский ин-т гуманитарных исслед. при Правительстве Респ. Тыва. - Кызыл : ТИГИ при Правительстве РТ, 2009. - 424 с. ISBN 5-7655-0214-8

### Рекомендуемые источники
- Москаленко Н. П. Русские защитники Урянхая: Алексей Турчанинов и Иннокентий Сафьянов в истории Тувы. // Родина: Российский исторический журнал № 7 Июль, Москва, 2014. С. 30 - 33.